# タンザニア銀行
タンザニア銀行（スワヒリ語: Benki Kuu ya Tanzania）は、タンザニア連合共和国の中央銀行である。外為基金の管理や、銀行など金融業に対する監督、物価安定の維持、タンザニア・シリングの価値の維持等重要な役割を持つ。1965年にタンザニア銀行法が制定し、創設された。

## 関連事項
- 中央銀行